# Any Second Now
Any Second Now es una canción del grupo inglés de música electrónica Depeche Mode compuesta por Vince Clarke, publicada en el álbum Speak & Spell de 1981, la cual además cuenta con su propia versión instrumental.

## Descripción
Es, a mayor abundamiento, el primer tema de DM cantado por Martin Gore, aunque como curiosidad no haya sido él quien la compuso, sin embargo iniciaba el método del grupo de poner en voz de Gore los temas más melancólicos, ya que el músico tiene un timbre de voz más acongojado, además de ser siempre los temas que no cuentan con segunda voz. En discografía de DM su verdadero nombre es siempre con el agregado “(voices)” en el título.
La letra es muy triste, una breve historia sobre abandono y deseos frustrados, miedo a perder las relaciones, recuerdos, prácticamente la más emocional que aportara Clarke durante su corta estancia en el grupo.
La musicalización es mínima y solo conforme avanza agrega pocos efectos más, sin volverla una pieza muy rítmica pues mantiene la modulación de un tema minimalista, además por la poca duración con que cuenta. Es solo un sentido tema en donde la letra relega a segundo plano la música.
Sobre todo, es una balada meramente electrónica, basada solo en el acompañamiento sintético pero la voz sin arreglo alguno como contrapunto a la artificialidad del género y la humanidad que transmite la voz. En otras palabras, el inicio de DM de hacer temas llenos de contraste sonoros.

## Instrumental
La versión instrumental, que en realidad vendría siendo la original, es algo más larga y poco más artificial comenzando dese un simplísimo efecto sintético rayano en lo orgánico que conforme avanza va progresando en incorporación de sonidos. Desde luego, la melodía básica es la misma de la versión vocal, aunque muestra algo más de cambio, pasando de ser una balada meramente ambiental muy triste a una función audaz de sonido más encomiástico, aunque de hecho si concluyen casi idénticas.
Fue el primer tema instrumental de DM, presentado inicialmente en el disco sencillo Just Can't Get Enough, el más exitoso del álbum y además el único publicado también en América. Cabe destacar que el único tema de DM que también cuenta con versión vocal e instrumental es My Secret Garden del año siguiente.
Si bien es una función electrónica conservadora, pues era muy normal que los exponentes del género incluyeran instrumentales para potenciar sus recursos sintéticos, demostraba la habilidad de Clarke y del grupo en sí para crear temas a partir solo de la tecnología.

## En directo
La versión instrumental se interpretó solo durante la correspondiente gira del álbum, el ahora conocido simplemente como 1981 Tour, en donde funcionara como intro de cada concierto del tour, lo cual también se volvería frecuente en sus giras, y también es una de las pocas canciones de Clarke del cual el músico Alan Wilder nunca la ha llegado a interpretar en directo
La versión vocal nunca fue interpretada en el escenario por DM.
- Datos: Q2857845